# BMC Racing Team/Saison 2008
Mannschaft und Erfolge des BMC Racing Team in der Saison 2008.

## Erfolge

### Erfolge in der UCI America Tour
In der Saison 2008 gelangen dem Team nachstehende Erfolge in der UCI America Tour.
| Datum      | Rennen                     | Fahrer          |
| ---------- | -------------------------- | --------------- |
| 25. Mai    | Tour de Leelanau           | Taylor Tolleson |
| 10. August | 3. Etappe Rochester Omnium | Antonio Cruz    |

### Mannschaft
| Name             | Geburtstag        | Nationalität       |
| ---------------- | ----------------- | ------------------ |
| Brent Bookwalter | 16. Februar 1984  | Vereinigte Staaten |
| Steve Bovay      | 25. November 1984 | Schweiz            |
| Antonio Cruz     | 31. Oktober 1971  | Vereinigte Staaten |
| David Galvin     | 19. November 1981 | Vereinigte Staaten |
| Jonathan Garcia  | 10. August 1981   | Vereinigte Staaten |
| Martin Kohler    | 17. Juli 1985     | Schweiz            |
| Darren Lill      | 20. August 1982   | Südafrika          |
| Jeff Louder      | 8. Dezember 1977  | Vereinigte Staaten |
| Ian McKissick    | 20. August 1980   | Vereinigte Staaten |
| Nathan Miller    | 31. Mai 1985      | Vereinigte Staaten |
| Alexandre Moos   | 22. Dezember 1972 | Schweiz            |
| Scott Nydam      | 9. April 1977     | Vereinigte Staaten |
| Mike Sayers      | 12. Januar 1970   | Vereinigte Staaten |
| Jackson Stewart  | 30. Juni 1980     | Vereinigte Staaten |
| Taylor Tolleson  | 13. Juli 1985     | Vereinigte Staaten |
| Danilo Wyss      | 26. August 1985   | Schweiz            |

## Team

### Zugänge – Abgänge
| Zugänge          | Team 2007                  | Abgänge           | Team 2008              |
| ---------------- | -------------------------- | ----------------- | ---------------------- |
| Antonio Cruz     | Discovery Channel          | Ken Hanson        | Cal Giant Strawberries |
| Jeff Louder      | Health Net-Maxxis          | Chad Hartley      | Jittery Joe’s          |
| Darren Lill      | Navigators Insurance       | Scott Moninger    | Karriereende           |
| Taylor Tolleson  | Slipstream-Chipotle        | Dan Schmatz       | Karriereende           |
| Danilo Wyss      | Atlas Romer’s Hausbäckerei | Jacob Rosenbarger | Unbekannt              |
| Brent Bookwalter | Ex-Profi                   | David Vitoria     | Unbekannt              |
| Steve Bovay      | Neoprofi                   |                   |                        |
| Martin Kohler    | Neoprofi                   |                   |                        |